# イロナ・フォン・ウンガルン
イロナ・フォン・ウンガルン（ドイツ語：Ilona von Ungarn, 1158年ごろ - 1199年5月25日）またはヘレナ（Helena）は、ハンガリー王女でオーストリア公レオポルト5世の妃。

## 生涯
イロナはハンガリー王ゲーザ2世とエフロシニヤ・ムスチスラヴナ（キエフ大公ムスチスラフ1世の娘）の間の娘である。1174年、イロナは義理の兄弟にあたるバーベンベルク家のレオポルト5世と結婚した。イロナの兄イシュトヴァーン3世はレオポルト5世の姉アグネスと結婚していた。
レオポルト5世は1186年に遠戚のシュタイアーマルク辺境伯オットカール4世との間で、シュタイアーマルク辺境伯領の相続をバーベンベルク家に確保するための協定を結んだ（ゲオルゲンベルク協定）。また、レオポルトは聖十字架を手に入れたことで歴史に名を残し、その聖十字架はハイリゲンクロイツ修道院に寄贈された。レオポルトは第3回十字軍に参加し、聖地でイングランド王リチャード1世と対立し、リチャード1世を捕縛したことでも知られる。レオポルトはリチャード1世に対し莫大な身代金をかけ、その身代金で貨幣の刷新、シュタイアーマルクに新しい銀貨鋳造所の開設、および町の要塞化や建設を行った。
レオポルト5世は1194年12月31日に落馬事故のけががもとでグラーツで死去し、イロナはその5年後に死去した。レオポルト5世の死後、オーストリアは長男フリードリヒ1世が、シュタイアーマルクは次男レオポルト6世が継承した。

## 子女
レオポルト5世との間に以下の子女をもうけた。
- フリードリヒ1世（1175年 - 1198年） - オーストリア公（1194年 - 1198年）
- レオポルト6世（1176年 - 1230年） - シュタイアーマルク公（1194年 - 1230年）、オーストリア公（1198年 - 1230年）
- アグネス